# Brookesia thieli
Espèce
Synonymes
- Brookesia antoetrae Brygoo & Domergue, 1971

Statut de conservation UICN

 LC  : Préoccupation mineure
Statut CITES
Brookesia thieli est une espèce de sauriens de la famille des Chamaeleonidae.

## Répartition
Cette espèce est endémique de Madagascar.

## Description

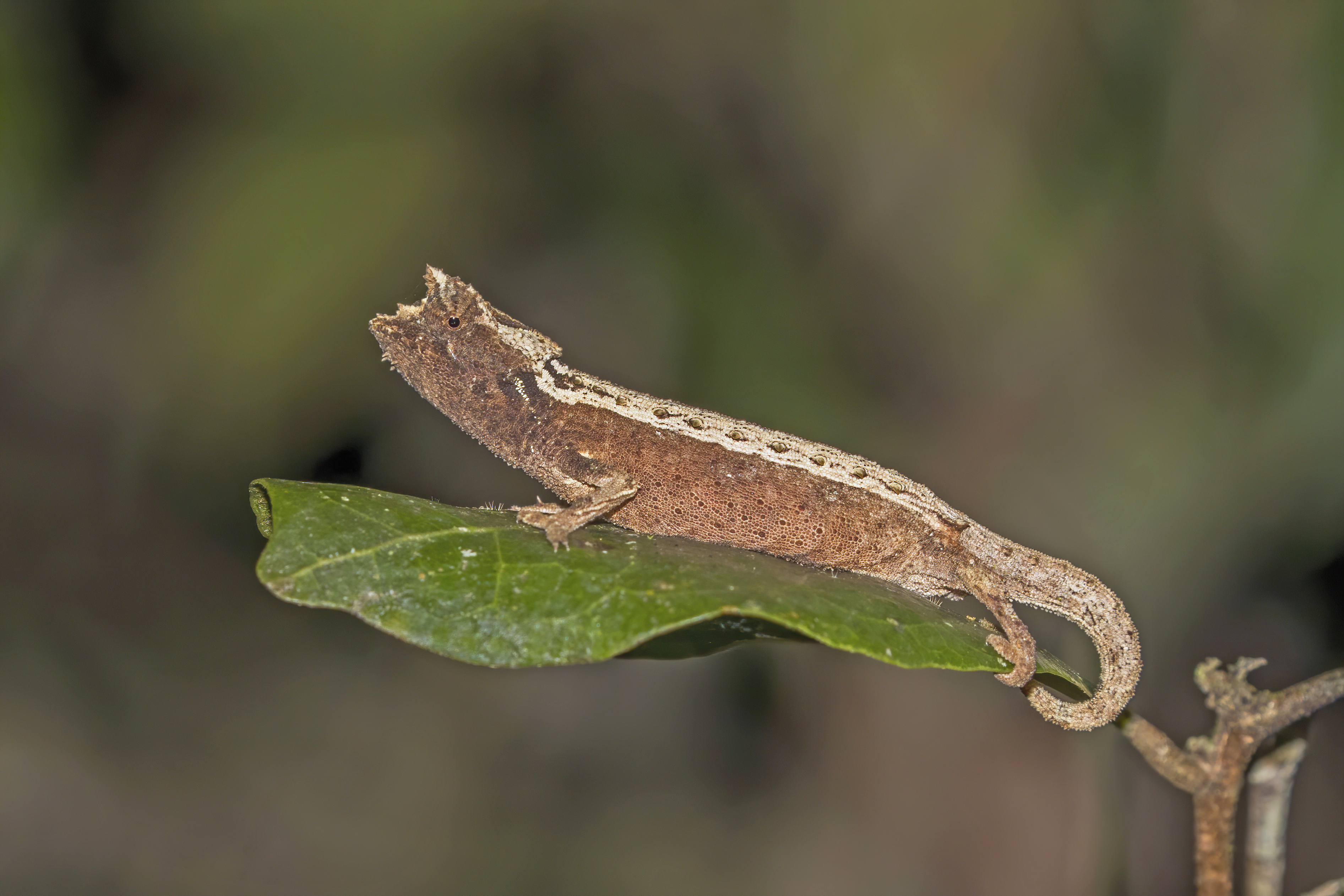
Un Brookesia thieli près d'Andasibe (Moramanga) à Madagascar. Sa taille est d'environ 6,5 cm. Novembre 2018.

Ce caméléon nain est de petite taille, diurne, et vit au sol ou sur les branches basses des forêts.

## Taxinomie
Brookesia antoetrae et Brookesia thieli sont considérées comme synonymes par Raxworthy & Nussbaum, 1995 cette synonymie n'est pas acceptée par Necas & Schmidt, 2004

## Étymologie
Cette espèce est nommée en l'honneur de Jean Thiel.

## Publication originale
- Brygoo & Domergue, 1969 : Notes sur les Brookesia de Madagascar. II. Un Brookesia des forets orientales de Madagascar, B. thieli n.sp. Bulletin du Muséum national d'Histoire naturelle, Paris, vol. 40, n. 6, p. 1103-1109.